# Gruntruck
Gruntruck es una banda de grunge creada en Seattle, Washington, EE. UU., en 1989, por los exmiembros de Skin Yard Ben McMillan y Scott McCullum. A ellos se unieron Tommy Niemeyer (de The Accüsed) y Tim Paul, para cerrar definitivamente su formación. Sin embargo, McCullum fue testigo solamente de la formación del grupo, ya que fue al poco sustituido por Norman Scott. El estilo de la banda está englobado dentro del grunge, si bien es cierto que se orientaron más hacia su vertiente heavy metal.

## Historia
La banda solo editó dos discos y giró con Alice in Chains en otoño de 1992 y con Pantera en 1993. Gruntruck también abrió para otros artistas como Screaming Trees. Debido a una disputa con Roadrunner Records en 1993, y a pesar de que la banda ganó el caso en los tribunales, el bajista Tim Paul abandona la banda para ser reemplazado por Alex Sibbald, así como Norman Scott fue sustituido por Josh Sinder después de un parón de tres años, en 1996. En dicho año, la banda graba un EP de tres temas titulado Shot, para después reunir la formación clásica (Niemeyer, Paul, Scott y McMillan) con el objetivo de dar varios conciertos y grabar material compuesto. Este material no fue nunca editado ya que la banda se separa en 2002 definitivamente. Para la galería quedaron dos discos, grabados en 1990 y 1992, titulados Inside Yours y Push respectivamente.
El vocalista y guitarrista de la banda, Ben McMillan, muere de diabetes el 2008.

## Nuevo álbum y Regreso (2017)
El reconocido productor Jack Endino hizo un seguimiento de las grabaciones perdidas de la banda y ayuda a encontrar una etiqueta, la banda lanza su tercer álbum titulado "Gruntruck" el 13 de octubre a través de Found Recordings. El álbum fue grabado en varios estudios del área de Seattle entre 1997 y 2002 con el productor Jack Endino y Martín Feveyear, pero su lanzamiento se retrasó debido a la salud deteriorada de McMillan por la diabetes y nunca vio la luz. El álbum terminó perdido en las buhardillas hasta 2016, cuando Endino mencionó su existencia al director de Found Recordings. La banda está planeando una serie de conciertos en honor a Ben McMillan.

## Miembros

### Formación clásica
- Ben McMillan - Voz y guitarra
- Tom Niemeyer - Guitarra
- Tim Paul - Bajo
- Norman Scott - Batería

### Otros miembros
- Alex Sibbald - Bajo
- Josh Sinder - Batería
- Scott McCullum - Batería

## Discografía

### LP
- Inside Yours (1990)
- Push (1992)
- Gruntruck (2017)

### EP
- Above Me (1992)
- Crazy Love (1992)
- Shot (1996)

- Datos: Q2319863